# Wamari'i
Wamari'i (Wamaríi, Burney Valley people), jedno od tri plemena Atsugewi Indijanaca, porodica Palaihnihan, nastanjeni nekada u dolini rijeke Burney, manje pritoke Pit Rivera u sjevernoj Kaliforniji. Edward S. Curtis, za ovo pleme kaže  'bivši stanovnici Burney vallea' . O njima je malo poznato, i vjerojatno su asimilirani njihovi istočni susjedi Hat Creeka, Atsuge ili Atguge.

## Vanjske poveznice
- Karta[neaktivna poveznica]